# Geophis
Geophis este un gen de șerpi din familia Colubridae.

## Specii[1]
- Geophis anocularis
- Geophis bellus
- Geophis betaniensis
- Geophis bicolor
- Geophis blanchardi
- Geophis brachycephalus
- Geophis cancellatus
- Geophis carinosus
- Geophis chalybeus
- Geophis championi
- Geophis damiani
- Geophis downsi
- Geophis dubius
- Geophis duellmani
- Geophis dugesii
- Geophis dunni
- Geophis fulvoguttatus
- Geophis godmani
- Geophis hoffmanni
- Geophis immaculatus
- Geophis incomptus
- Geophis isthmicus
- Geophis juarezi
- Geophis juliai
- Geophis laticinctus
- Geophis laticollaris
- Geophis latifrontalis
- Geophis maculiferus
- Geophis mutitorques
- Geophis nasalis
- Geophis nephodrymus
- Geophis nigroalbus
- Geophis nigrocinctus
- Geophis omiltemanus
- Geophis petersii
- Geophis pyburni
- Geophis rhodogaster
- Geophis rostralis
- Geophis russatus
- Geophis ruthveni
- Geophis sallaei
- Geophis semidoliatus
- Geophis sieboldi
- Geophis talamancae
- Geophis tarascae
- Geophis zeledoni